# ساياما (سايتاما)
مدينة ساياما (بالإنجليزية: Sayama)‏ هي أحد المدن التابعة لمحافظة سايتاما. تأسست رسميًا في 01/07/1954. ويقدر عدد سكانها بـ 156634 نسمة حسب تقدير مكتب الإحصاء الياباني لعام 2012. تبلغ مساحة ساياما 49.04 كم2. بكثافة سكانية تبلغ 3194 نسمة/كم2.

## أعلام
- شينتارو هارادا
- تيتسورو أراكي